# Kocanowo
Kocanowo ist ein Dorf der Gemeinde Pobiedziska im Powiat Poznański in der Woiwodschaft Großpolen im westlichen Zentral-Polen mit einem Schulzenamt. Der Ort befindet sich etwa 3 km nordwestlich von Pobiedziska und 31 km nordöstlich der Landeshauptstadt Poznań.

## Geschichte
Der Ort gehörte nach der Zweiten Teilung Polens 1793 zum Kreis Schroda und ab 4. Januar 1900 zum Kreis Posen-Ost. Das Gemeindelexikon für das Königreich Preußen von 1905 gibt für den Ort 41 bewohnte Häuser auf 517,2 ha Fläche an. Die 264 Bewohner, die sich aus 124 deutschsprechenden Protestanten, 137 polnischsprechenden Katholiken sowie einem mit deutscher Muttersprache und zwei mit Deutsch und einer weiteren Muttersprache zusammensetzten, teilten sich auf 41 Mehrpersonenhaushalte. Die evangelische Gemeinde gehörte zum Kirchspiel Pudewitz, die katholische zum Kirchspiel Pudewitz. Für den 1. Januar 1908 wird angegeben, dass der Ort Teil des Polizeidistriktes Pudewitz war. Am 21. September 1908 wurde der Ort bis zur Gründung der Zweiten Polnischen Republik in Kronau umbenannt. Am 1. Dezember 1910 hatte der Ort 306 Einwohner. Mit der Besetzung durch Deutschland im Zweiten Weltkrieg wurde der Ort am 26. Oktober 1939 wieder in Kronau umbenannt.
In den Jahren 1975 bis 1998 gehörte der Ort zur Woiwodschaft Posen.